# Gaye Advert
 (juin 2023).
Si vous disposez d'ouvrages ou d'articles de référence ou si vous connaissez des sites web de qualité traitant du thème abordé ici, merci de compléter l'article en donnant les références utiles à sa vérifiabilité et en les liant à la section « Notes et références ».
Gaye Advert, de son vrai nom Gaye Black, née le 29 août 1956 à Bideford fut la bassiste du groupe The Adverts. Lors de la séparation du groupe elle a arrêté la musique et s'est concentrée sur la protection des animaux. Elle est la compagne de T. V. Smith et apparaît parfois à certains de ses concerts.